# NTTアノードエナジー
NTTアノードエナジー株式会社（英: NTT Anode Energy Corporation）は、東京都港区に本社を置く、グリーン発電事業などを展開するエネルギー事業会社。NTTグループにおけるスマートエネルギー事業の推進を目的として、2019年に設立された企業である。NTTグループ主要8社の一つ。

## 概要
NTTグループは、2023年5月に発表した中期経営戦略「New value creation & Sustainability 2027 powered by IOWN」（2023～2027年度）で、「グリーンエネルギー×ICT」領域に5年で約1兆円を投資する方針を示している。再生可能エネルギーの発電事業の拡大と地産地消型の最適化・効率化された電力の安定供給の実現を目指す。

## 沿革
- 2019年（令和元年）6月 - 設立[5]
- 2019年（令和元年）9月 - 株式会社NTTスマイルエナジーを子会社化。事業開始[6]。
- 2019年（令和元年）10月 - 株式会社エネットを子会社化[7]。
- 2022年（令和4年）7月 - 株式会社NTTファシリティーズの電力関連業務を統合。
- 2023年（令和5年）8月 - JERAと共同で、米国の再生可能エネルギー事業者Pattern Energy Group LPから株式会社グリーンパワーインベストメントの株式を取得し、子会社化[8]。買収金額は3000億円規模[3]。

## 子会社
- NTTスマイルエナジー 51%[9]
- エネット 51%[9]
- 株式会社グリーンパワーインベストメント 80%[9]